# Villa Stefania
A Villa Stefania (também conhecida como Villa Stefania Bevilacqua Marsaglia) é uma mansão histórica localizada em Sanremo na Itália.

## História
A mansão foi construída em 1896 de acordo com o projeto do arquiteto Pio Soli. Foi encomendada pelo engenheiro Giovanni Marsaglia para celebrar o casamento de sua filha Stefania com o nobre bolonhês Lamberto Bevilacqua Ariosti.

## Descrição
O edifício apresenta as características típicas do arquitetura do Segundo Império, como por exemplo, o sótão com mansarda.

## Galeria

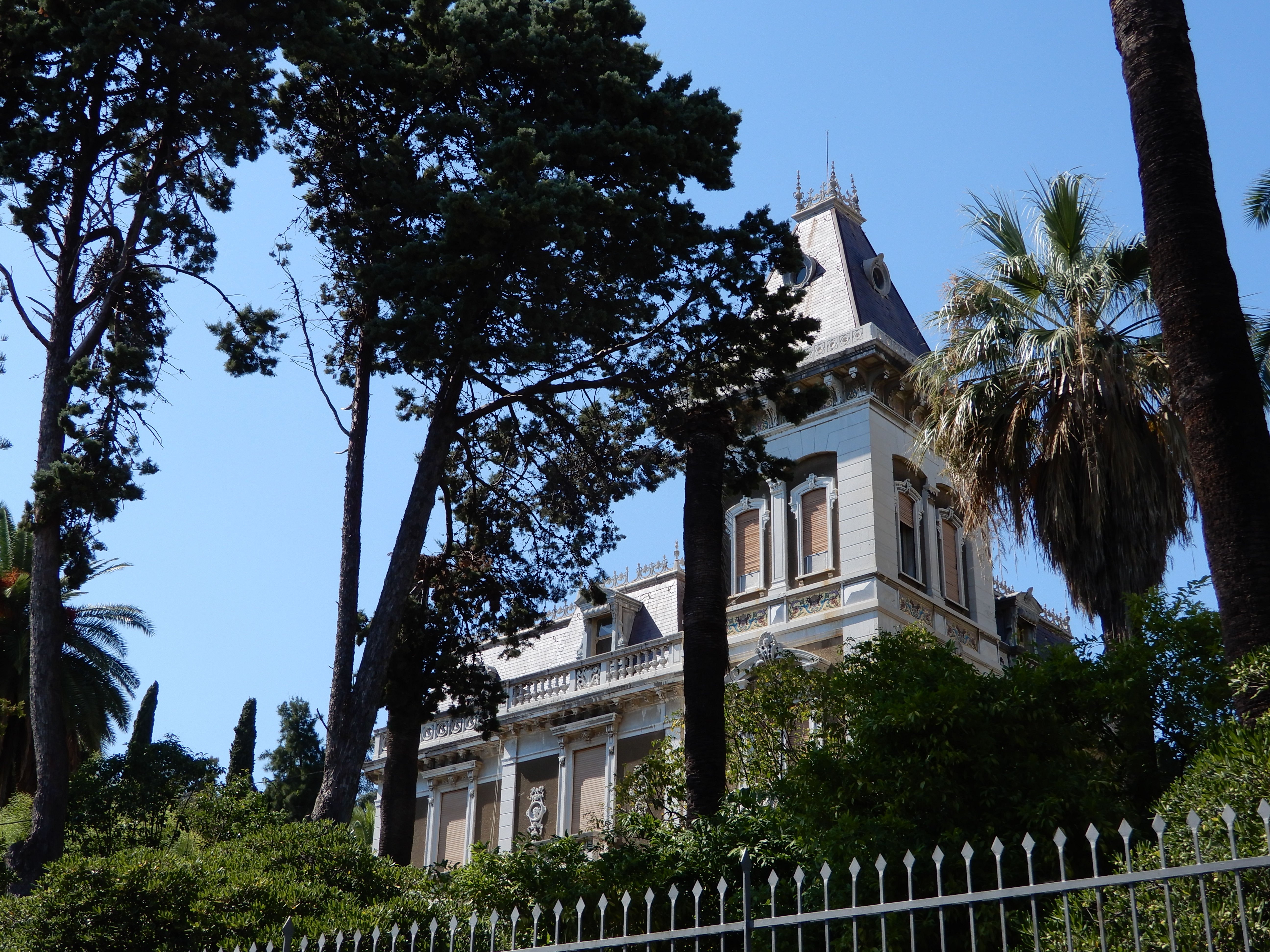
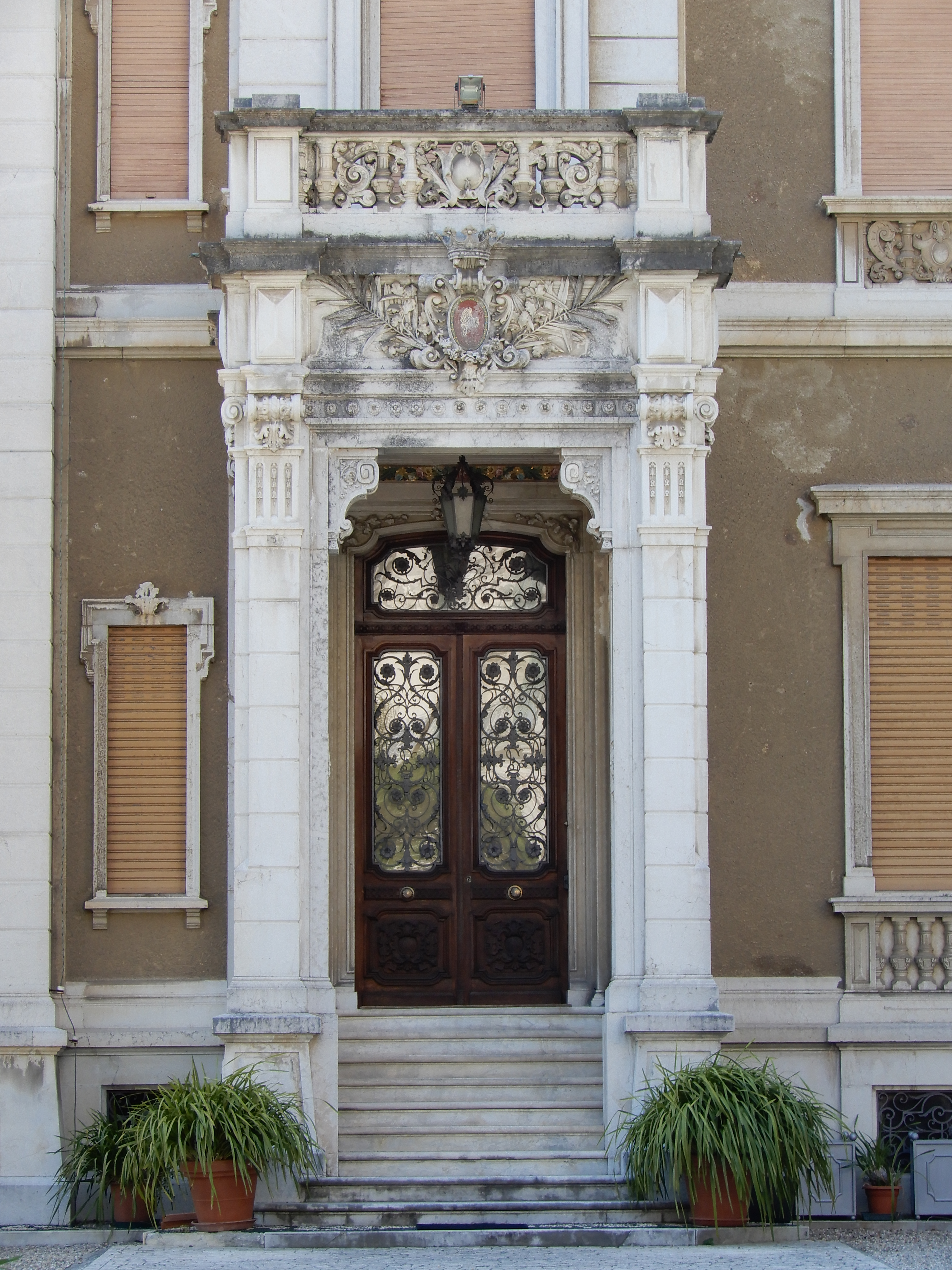
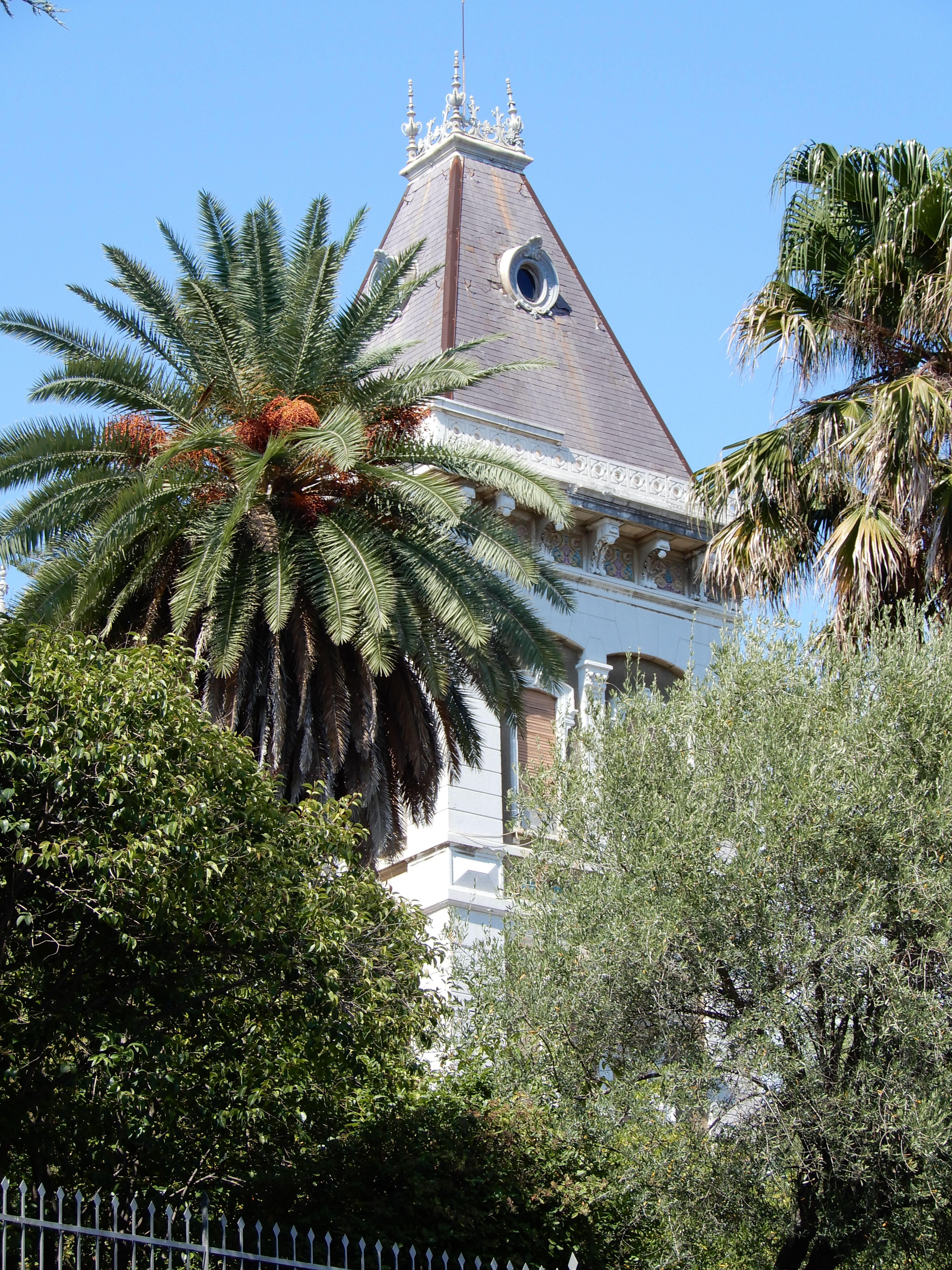